# Mathias Arminjon
Mathias Arminjon, italianizzato in Matteo Arminjon (Évian-les-Bains, 24 febbraio 1793 – 1859), è stato un politico italiano.
È stato eletto alla Camera dei deputati del Regno di Sardegna nella II Legislatura nei collegi di Évian e di Saint-Pierre-d'Albigny), ma entrambe le elezioni furono annullate.
Fu eletto nella V legislatura nel collegio di Saint-Pierre-d'Albigny). 
Laureato in giurisprudenza, di professione era magistrato.